# Kostel uršulinek (Innsbruck)
Bývalý kostel uršulinek je sekularizovaná kostelní budova v Innsbrucku na Innrainu 5-7, v které jsou dnes dva sály pro společenské akce.
Barokní kostel, věnovaný navštívení Panny Marie, má třípodlažní fasádu. Zvonová věž je integrována jako fasádní věž ve štítu. Dvoupatrový bývalý klášterní trakt je připojen k boku kostela. Kostelní prostor byl původně sál s plochou klenbou, zasunutým, čtvercovým chórem a dvoupodlažní vchodovou galerií.

## Dějiny
Řád uršulinek byl povolán do Innsbrucku v roce 1691 hrabětem Hieronymem Bernhardem Ferrarim d'Occhieppo a vedl první a jedinou instituci věnovanou výuce dívek. V letech 1700–1705 nechaly sestry, na Innrainu na místě starého zámku, vybudovat Johannem Martinem Gumppem starším svůj první klášter a školní budovu.
Úder blesku v roce 1830 poškodil věž a část fasády. V 70. letech 20. století bylo klášterní křídlo rozšířeno a zvýšeno. Od roku 1883 do roku 1886 byly interiéry a fasády přepracovány Albrechtem Steinerem von Felsburg. Během druhé světové války byl kostel poškozen bombardováním, od roku 1947 byl přestavován. V roce 1971 nechaly postavit v Höttinger Au v západní části města novou budovu, a od té doby se kostel nepoužíval. V roce 1978 byl odsvěcen a koupen Raiffeisen-Landesbank Tirol. Barokní interiér byl předán jiným kostelům. Kostel byl přebudován podle plánů architekta Schweighofera. Falešným stropem byly vytvořeny dvě funkční místnosti. Budovy západně od kostela byly zbořeny a nahrazeny novou budovou. Klášter byl obnoven a od té doby zde sídlí obecní hudební škola. Bývalý klášterní dvůr byl přestavěn na nákupní pasáž.